# Nyctibates corrugatus
Nyctibates corrugatus és una espècie d'amfibis de la família Arthroleptidae. Va ser descrit pel zoòleg belgo-britànic George Albert Boulenger (1858-1937) el 1904.
És monotípica del gènere Nyctibates. Habita a Camerun, Guinea Equatorial i Nigèria. El seu hàbitat natural inclou boscos tropicals o subtropicals secs i a baixa altitud i rius.
És classificat a la Llista Vermella de la UICN com a risc mínim.